# Campionat del món de ciclisme en pista de 2013
El Campionat Mundial de Ciclisme en Pista de 2013 es va celebrar a Minsk (Belarús) entre el 20 i el 24 de febrer de 2013. Les competicions es van celebrar al velòdrom Minsk-Arena. En total es va competir en 19 disciplines, 10 de masculines i 9 de femenines.

## Resultats

### Masculí
| Prova                     | Or                                                                                  | Argent                                                                       | Bronze                                                                                              |
| Velocitat individual      | Stefan Bötticher · Alemanya                                                         | Denís Dmítriev · Rússia ·                                                    | François Pervis · França                                                                            |
| Velocitat per equips      | Alemanya · René Enders · Stefan Bötticher · Maximilian Levy                         | Nova Zelanda · Ethan Mitchell · Sam Webster · Edward Dawkins                 | França · Julien Palma · François Pervis · Michaël D'Almeida                                         |
| Persecució individual     | Michael Hepburn · Austràlia                                                         | Martyn Irvine · Irlanda                                                      | Stefan Küng · Suïssa                                                                                |
| Persecució per equips     | Austràlia · Alexander Edmondson · Alexander Morgan · Michael Hepburn · Glenn O'Shea | Regne Unit · Steven Burke · Edward Clancy · Samuel Harrison · Andrew Tennant | Dinamarca · Lasse Norman Hansen · Casper Folsach · Mathias Møller Nielsen · Rasmus Christian Quaade |
| Quilòmetre contrarellotge | François Pervis · França ·                                                          | Simon Van Velthooven · Nova Zelanda ·                                        | Joachim Eilers · Alemanya ·                                                                         |
| Cursa per punts           | Simon Yates · Regne Unit ·                                                          | Eloy Teruel · Espanya ·                                                      | Kiril Svéixnikov · Rússia ·                                                                         |
| Keirin                    | Jason Kenny · Regne Unit ·                                                          | Maximilian Levy · Alemanya ·                                                 | Matthijs Buchli · Països Baixos ·                                                                   |
| Madison                   | Vivien Brisse · Morgan Kneisky · França ·                                           | David Muntaner · Albert Torres · Espanya ·                                   | Henning Bommel · Theo Reinhardt · Alemanya ·                                                        |
| Scratch                   | Martyn Irvine · Irlanda ·                                                           | Andreas Müller · Àustria ·                                                   | Luke Davison · Austràlia ·                                                                          |
| Òmnium                    | Aaron Gate · Nova Zelanda ·                                                         | Lasse Norman Hansen · Dinamarca                                              | Glenn O'Shea · Austràlia ·                                                                          |

### Femení
| Prova                     | Or                                                         | Argent                                                       | Bronze                                                      |
| Velocitat individual      | Rebecca James · Regne Unit                                 | Kristina Vogel · Alemanya                                    | Lee Wai Sze · Hong Kong                                     |
| Persecució individual     | Sarah Hammer · Estats Units                                | Amy Cure · Austràlia                                         | Annette Edmondson · Austràlia                               |
| 500 metres contrarellotge | Lee Wai Sze · Hong Kong                                    | Miriam Welte · Alemanya                                      | Rebecca James · Regne Unit                                  |
| Cursa per punts           | Jarmila Machačová · Txèquia                                | Sofia Arreola · Mèxic ·                                      | Giorgia Bronzini · Itàlia                                   |
| Scratch                   | Katarzyna Pawłowska · Polònia ·                            | Sofia Arreola · Mèxic ·                                      | Ievguénia Romaniuta · Rússia ·                              |
| Keirin                    | Rebecca James · Regne Unit                                 | Gong Jinjie · R.P. de la Xina                                | Lisandra Guerra · Cuba                                      |
| Velocitat per equips      | Miriam Welte · Kristina Vogel · Alemanya ·                 | Gong Jinjie · Guo Shuang · R.P. de la Xina                   | Rebecca James · Victoria Williamson · Regne Unit ·          |
| Persecució per equips     | Elinor Barker · Laura Trott · Danielle King · Regne Unit · | Annette Edmondson · Melissa Hoskins · Amy Cure · Austràlia · | Laura Brown · Jasmin Glaesser · Gillian Carleton · Canadà · |
| Òmnium                    | Sarah Hammer · Estats Units ·                              | Laura Trott · Regne Unit ·                                   | Annette Edmondson · Austràlia ·                             |

## Medaller
| Posició | País            | Or | Plata | Bronze | Total |
| 1       | Regne Unit      | 5  | 2     | 2      | 9     |
| 2       | Alemanya        | 3  | 3     | 2      | 8     |
| 3       | Austràlia       | 2  | 2     | 4      | 8     |
| 4       | França          | 2  | 0     | 2      | 4     |
| 5       | Estats Units    | 2  | 0     | 0      | 2     |
| 6       | Nova Zelanda    | 1  | 2     | 0      | 3     |
| 7       | Irlanda         | 1  | 1     | 0      | 2     |
| 8       | Hong Kong       | 1  | 0     | 1      | 2     |
| 9       | Txèquia         | 1  | 0     | 0      | 1     |
| 9       | Polònia         | 1  | 0     | 0      | 1     |
| 11      | R.P. de la Xina | 0  | 2     | 0      | 2     |
| 11      | Mèxic           | 0  | 2     | 0      | 2     |
| 11      | Espanya         | 0  | 2     | 0      | 2     |
| 14      | Rússia          | 0  | 1     | 2      | 3     |
| 15      | Dinamarca       | 0  | 1     | 1      | 2     |
| 16      | Àustria         | 0  | 1     | 0      | 1     |
| 17      | Canadà          | 0  | 0     | 1      | 1     |
| 17      | Cuba            | 0  | 0     | 1      | 1     |
| 17      | Itàlia          | 0  | 0     | 1      | 1     |
| 17      | Països Baixos   | 0  | 0     | 1      | 1     |
| 17      | Suïssa          | 0  | 0     | 1      | 1     |
| Total   | Total           | 19 | 19    | 19     | 57    |